# Madatya Karakaschian

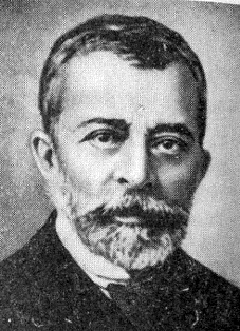
Anton Madatya Karakaschian

Madatya Karakaschian (armenisch Մատաթիա Գարագաշեան; * 11. Februar 1818 in Konstantinopel; † 26. November 1903 ebenda) war ein armenischer Sprachwissenschaftler, Lehrer, Publizist und Mechitarist.
Von 1832 bis 1840 war Madatya Karakaschian Seminarist im Mechitaristenkloster in Wien. 1840–1848 arbeitete er als Lehrer und Verwalter im Seminar. Am 7. Juli 1848 wurde er mit Leitungsaufgaben im Mechitaristenkloster in Smyrna betraut. Am 17. Juli 1849 kehrte er nach Konstantinopel zurück. 1856–1883 unterrichtete er unter anderem an den Schulen von Hasköy und Beşiktaş und arbeitete als Übersetzer im 1872 vom American Board of Commissioners for Foreign Missions errichteten Bible House.
Ab 1860 gab er das Magazin Liebe (Սեր) heraus gemeinsam mit Boghos Barnasyan sowie Zephir (Զեփիւռ). Ab 1881 gab er die Zeitschriften Masis (Մասիս) und Gedanken eines Übersetzers (Թերճեմանի Էֆքար) wie auch eine vierbändige Kritische Geschichte der Armenier (Քննական Պատմութիւն Հայոց) heraus. Am 26. November 1903 starb er in Konstantinopel.
| Personendaten    | Personendaten                                   |
| ---------------- | ----------------------------------------------- |
| NAME             | Karakaschian, Madatya                           |
| ALTERNATIVNAMEN  | Գարագաշյան, Մատաթիա (armenisch)                 |
| KURZBESCHREIBUNG | armenischer Sprachwissenschaftler und Publizist |
| GEBURTSDATUM     | 11. Februar 1818                                |
| GEBURTSORT       | Konstantinopel                                  |
| STERBEDATUM      | 26. November 1903                               |
| STERBEORT        | Konstantinopel                                  |